# Zvezda (modellismo)
Zvezda è un'azienda russa fondata nel luglio 1990 e specializzata nella produzione di giochi e kit di montaggio per modellismo statico nelle scale di maggior successo commerciale. La sua produzione spazia nelle riproduzioni a soggetto storico-militare, dai mezzi corazzati ad aerei, elicotteri, navi e figurini di soldati d'epoca.

## Storia
Nel 1989, con sede a Mosca, viene registrata come impresa di macchine utensili, nel 1990 viene immesso nel mercato il primo kit di miniature militari storiche dedicate alla Fanteria dell'Armata Rossa. Dal 1º luglio 1990 Zvezda JSC viene registrata come entità giuridica indipendente.
Nel 1993 Zvezda JSC vince il bando d'investimento per acquisizione a Lobnja, di una fabbrica di giocattoli in plastica, che diventa il principale impianto di produzione dell'azienda. Il 1997 vede la nascita di una nuova linea di sviluppo basata sulla produzione delle bambole "Barbie". Dal 2000 l'azienda progetta e produce giochi da tavolo, distinti in prodotti vari sia per il soggetto che per le età dei giocatori.

## Prodotti
Da quando è nata nel luglio 1990, Zvezda da piccola impresa qual era è diventata oggi un'impresa leader del mercato russo in ambito di modellismo.
La produzione vanta un catalogo di oltre 400 modelli, riproduzioni che sono commercializzate non solo in Russia ma anche all'estero, inoltre distribuisce sul territorio russo i prodotti dell'italiana Italeri e della cinese Dragon.
Da quando è diventata società per azioni Zvezda produce annualmente più di 50 nuovi prodotti solo nella linea principale di kit e miniature di militari in livree storiche.

### Modelli in kit
Linea strategica dell'attività di Zvevda. I modelli sono prodotti sotto licenze di Tupolev, Kamov, Suchoj e MiG.
- Modelli in scala 1:35 di equipaggiamenti militari sovietici e tedeschi della seconda guerra mondiale. La serie comprende veicoli militari e kit di soldatini. Uno dei modelli di maggior successo si è rivelato il modello di carro armato sovietico leggero BT-5, è stato il primo modello venduto all'estero ed ha permesso di iniziare lo sviluppo del mercato internazionale.
- Modelli militari attuali. Dalla guerra in Afghanistan ai giorni nostri.
- Aeromodelli militari. Seguendo la tradizione, la scala di questi modelli è 1:72. La serie comprende i modelli di aerei militari della seconda guerra mondiale, elicotteri ed aerei moderni. Fanno parte della linea aerei come il Su-47 "Berkut" e il Tu-160 ed elicotteri come il Ka-50 e Mi-24.
- Navimodelli. I soggetti della serie sono di una varietà molto ampia, dal trireme greco del V-IV secolo a.C. all'odierno sottomarino nucleare russo Kursk. L'ultimo prodotto della serie è il modello del leggendario Varangian.
- Miniature storiche militari in scala 1:72. I kit consistono miniature di guerrieri storicamente esistiti, di diversi eserciti del mondo e di età diverse. I modelli sono stati selezionati in modo da poter costituire formazioni militari ambientate in battaglie storiche: eserciti del mondo antico (Roma, Grecia, Macedonia e Persia); miniature di guerrieri medievali (vari ordini di cavalieri, družina russi, Mongoli, Samurai); miniature di eserciti di età napoleonica che riproducono guerre dell'epoca di Napoleone e Alessandro I.

### Giochi di tattica militare
- “The Age of battle” è un set che permette di giocare con miniature in scala 1:72 inscenando battaglie famose di qualsiasi epoca storica. I modelli sono studiati tenendo conto dei reali fatti storici e delle tattiche di battaglia condotte nelle operazioni militari.[1]
- "Ring of Rule" set di gioco fantasy di cui riproduce in mondo classico la lotta accanita tra il Bene e il Male. Le miniature sono riprodotte nella dimensione di 28 mm.[2]